# Звонарёвокутское сельское поселение
Звонарёвокутское сельское поселение — сельское поселение в Азовском немецком национальном районе Омской области. Административный центр — село Звонарёв Кут.

## История
В 1920 году образовался Звонарёвокутский сельский совет самостоятельного Звонарёвокутского сельского управления.
В начале 1920-х годов Звонарёвокутский сельский совет Сосновского района включал село Звонарёв Кут, посёлки Слободской, Первомайский, артель «Труд», колхоз «Путь социализма», Бобровое.
На 1926 год в состав сельского совета входили:
- деревня Звонарёв-Кут;
- совхоз Бобровское аграрное сельскохозяйственное общество;
- посёлок Слободской;
- артель Труд;
- хутор Участок № 866 (Первомайский).

В 1929 году сельский совет переводится из Сосновского в образованный Новоомский район.
В 1933 году к сельскому совету был присоединён Кручинский сельский совет. Звонарёвокутский сельский совет переводится в подчинение Омского городского совета.
В 1935 году сельский совет переводится в Азовский район.
В 1954 году к сельскому совету был присоединён Кировский сельский совет.
В 1962 году сельский совет переводится из Азовского в Таврический район.
В 1992 году сельский совет переводится из Таврического в образованный Азовский немецкий национальный район и преобразовывается в сельскую администрацию.
В начале 2000-х годов сельская администрация преобразована в сельский округ.
В 2004 году из сельского округа был выделен Гауфский сельский округ.

## Население
| 2010  | 2011  | 2012  | 2013  | 2014  | 2015  | 2016  |
| ----- | ----- | ----- | ----- | ----- | ----- | ----- |
| 1923  | ↗1925 | ↗1936 | ↗2014 | ↗2091 | ↗2122 | ↗2149 |
| 2017  | 2018  | 2019  | 2020  | 2021  | 2023  |       |
| ↘2124 | ↗2127 | ↘2120 | ↗2125 | ↘2080 | ↘2078 |       |

## Состав сельского поселения
| № | Населённый пункт | Тип населённого пункта       | Население |
| - | ---------------- | ---------------------------- | --------- |
| 1 | Звонарёв Кут     | село, административный центр | ↗1380     |
| 2 | Круч             | деревня                      | ↗350      |
| 3 | Кошкарёво        | деревня                      | ↗350      |